# Razianus zarudnyi
Espèce
Synonymes
- Hemibuthus zarudnyi Birula, 1903
- Buthus zarudnianus Birula, 1905
- Neohemibuthus kinzelbachi Lourenco 1996

Razianus zarudnyi est une espèce de scorpions de la famille des Buthidae.

## Distribution
Cette espèce se rencontre dans le Sud de l'Iran et en Irak,.

## Description
Le corps du mâle syntype mesure 19 mm et la queue 12 mm et le corps de la femelle syntype mesure 24 mm et la queue 13 mm.
Les mâles mesurent de 19,6 à 25,5 mm.

## Systématique et taxinomie
Cette espèce a été décrite sous le protonyme Hemibuthus zarudnyi par Birula en 1903. Elle est placée dans le genre Buthus par Birula en 1905 puis dans le genre Razianus par Farzanpay en 1987.
Neohemibuthus kinzelbachi a été placée en synonymie par Fet en 1997.

## Étymologie
Cette espèce est nommée en l'honneur de Nikolaï Zaroudny.

## Publication originale
- Birula, 1903 : « Beiträge zur Kenntniss der Scorpionenfauna Ost-Persiens. (2. Beitrag). » Bulletin de l'Académie impériale des sciences de St.-Pétersbourg, sér. 5, vol. 19, no 2, p. 67-80 (texte intégral).